# Evelyn Underhill
Evelyn Underhill, född 6 december 1875 i Wolverhampton, död 15 juni 1941 i Hampstead var en engelsk författare och mystiker. Hennes skrifter hjälpte att etablera den mystiska teologin som en respektabel vetenskapsgren bland nutida intellektuella. Underhill var anglikan attraherad av katolska kyrkans fromhet och religiös erfarenhet.

## Biografi
Underhill föddes Wolverhampton som enda barnet till advokat Sir Arthur Underhill och hans hustru. Snart efter födseln flyttade familjen till Kensington i London. Hon studerade först i hemmet och sedan tre år på en privatskola i Folkstone, och därefter vid King’s College för flickor. År 1907 gifte hon sig med advokat Hubert Stuart Moore. Samma år fick hon en uppenbarelse att bli kristen. Därefter sökte hon resten av sitt liv meningen med sina religiösa erfarenheter. Hon rörde sig från nyplatonism, via teism till kristocentrism. Hon lockades av katolicismen men gick in i den Engelska kyrkan.

## Författarskap

#### Religion
Under åren 1929–1932 var hon den teologiska redaktören för den engelska tidningen The Spectator. Böckerna nedan har utkommit i senare upplagor.
- 1911–Mysticism: A Study of the Nature and Development of Man's Spiritual Consciousness
- 1914–Ruysbroeck.[a]
- 1920–The Essentials of Mysticism and other essays.[b]
- 1936–Worship

#### Skrifter i svensk översättning
- 1946 – Bönens liv i kyrka och församling. S:t Eginostiftelsen, Kallinge